# Cesti-Wettbewerb
Der Internationale Gesangswettbewerb für Barockoper Pietro Antonio Cesti ist ein internationaler Gesangswettbewerb für junge Sänger und Sängerinnen von Barockopern, der im Zuge der Innsbrucker Festwochen der Alten Musik seit 2010 veranstaltet wird. Benannt ist er nach dem italienischen Komponisten Pietro Antonio Cesti. Der Wettbewerb findet jährlich im August statt und gliedert sich in drei Runden, wobei die letzte als öffentliches Finale mit den etwa zehn besten Teilnehmern bestritten wird. Die Jury besteht aus etwa sieben renommierten Vertretern der Barockopernwelt. An Preisgeldern wird vergeben (Stand 2023):
- 1. Preis: 4000 Euro
- 2. Preis: 3000 Euro
- 3. Preis: 2000 Euro
- Nachwuchspreis: 1500 Euro
- Publikumspreis: 1.000 Euro

Weiters gibt es Sonderpreise in Form von Engagements an renommierten Opernhäusern.

## Preisträger und Teilnehmer
|      | 1. Preis              | 2. Preis                | 3. Preis                              | Nachwuchspreis, Young Artists Award (CMBV-Preis) | Publikumspreis                 | Teilnehmer                 |
| ---- | --------------------- | ----------------------- | ------------------------------------- | ------------------------------------------------ | ------------------------------ | -------------------------- |
| 2010 | Anna Gorbachyova      | Anna Alàs Jové          | Hanna Herfurtner                      | Anna Gorbachyova                                 | -                              | 58 Sänger aus 19 Nationen  |
| 2011 | Emöke Baráth          | Tehila Nini Goldstein   | Romina Tomasoni                       | Anna Maria Sarra                                 | Emöke Baráth                   | 120 Sänger aus 34 Nationen |
| 2012 | Sophie Junker         | Edward Grint            | Natalia Kawałek-Plewniak              | Einat Aronstein                                  | Natalia Kawalek-Plewniak       | 75 Sänger aus 29 Nationen  |
| 2013 | Emilie Renard         | Christina Gansch        | Fernando Guimaraes                    | Christina Gansch                                 | Emilie Renard                  | 125 Sänger aus 34 Nationen |
| 2014 | Rupert Charlesworth   | Giulia Semenzato        | Daniela Skorka                        | Miriam Albano                                    | Rupert Charlesworth            | 98 Sänger aus 31 Nationen  |
| 2015 | Anthea Pichanick      | Konstantin Derri        | Alice Rossi                           |                                                  | Arianna Vendittelli            | 67 Sänger aus 26 Nationen  |
| 2016 | Morgan Pearse         | Sophie Rennert          | Eric Jurenas                          |                                                  | Sophie Rennert                 | 85 Sänger aus 33 Nationen  |
| 2017 | Emily D’Angelo        | Eleonore Pancrazi       | Giulia Bolcato                        |                                                  | Emily D’Angelo                 | 170 Sänger aus 39 Nationen |
| 2018 | Marie Lys             | Cameron Shahbazi        | Kathrin Hottiger, Mariamielle Lamagat | William Howard Shelton                           | Theresa Pilsl                  | 74 Sänger aus 26 Nationen  |
| 2019 | Grace Durham          | Dioklea Hoxha           | Theodora Raftis                       | Miriam Kutrowatz                                 | Miriam Kutrowatz               |                            |
| 2020 | Margherita Maria Sala | Jose Coca Loza          | Sreten Manojlovic                     | Margherita Maria Sala                            | Julie Goussot, Jacob Larwrence |                            |
| 2021 | Shira Patchornik      | Hannah De Priest        | Jasmin Delfs                          | Rémy Bres-Feuillet                               | Shria Patchornik               |                            |
| 2022 | Laurence Kilsby       | Chelsea Marilyn Zurflüh | Nicolò Balducci                       | Nicolò Balducci                                  | Chelsea Marilyn Zurflüh        |                            |
| 2023 | Mathilde Ortscheidt   | Charlotte Bowden        | Giacomo Nanni                         | Neima Fischer                                    | Alexandre Baldo                |                            |
| 2024 | Maximiliano Danta     | Jiayu Jin               | Brenda Poupard                        | Vojtěch Pelka                                    | Ekaterina Chayka-Rubinstein    |                            |